# Jamestown (North Dakota)
Jamestown is een plaats (city) in de Amerikaanse staat North Dakota, en valt bestuurlijk gezien onder Stutsman County.

## Demografie
Bij de volkstelling in 2000 werd het aantal inwoners vastgesteld op 15.527.
In 2006 is het aantal inwoners door het United States Census Bureau geschat op 14.813, een daling van 714 (-4.6%).

## Geografie
Volgens het United States Census Bureau beslaat de plaats een oppervlakte van
32,4 km², waarvan 32,3 km² land en 0,1 km² water. Jamestown ligt op ongeveer 429 m boven zeeniveau.

## Plaatsen in de nabije omgeving
De onderstaande figuur toont nabijgelegen plaatsen in een straal van 36 km rond Jamestown.

## Geboren
- Charles Lewis Camp (1893-1975), paleontoloog en zoöloog
- Floyd Roberts (1900-1939), autocoureur
- Peggy Lee (1920-2002), zangeres, actrice
- Richard Saint Clair (1946), componist, muziekpedagoog en pianist
- Shadoe Stevens (1947), radiodeejay, acteur, filmproducent, filmregisseur, filmeditor en scenarioschrijver
- Richard Hieb (1955), astronaut